# Joop (opiniewebsite)
Joop (voorheen Joop.nl) is een Nederlandstalige opiniewebsite van linkse signatuur van televisieomroep BNNVARA. 'Joop' is een afkorting van Jouw Online OpiniePagina.

## Oprichting
Joop.nl werd opgericht op 3 november 2009 door Francisco van Jole en Maarten van den Heuvel. Van Jole zei bij de oprichting dat de website een reactie was op "de dominantie van de rechtse mening op het internet", iets dat hij "geen gezonde situatie" noemde. Van Jole nam het voortouw en benaderde Vera Keur, toenmalig voorzitter van de VARA, waarna besloten werd tot de start van Joop.nl.

## Format
Op het moment van oprichting was de Amerikaanse nieuws- en debatsite Huffington Post volgens Van Jole het grote voorbeeld qua format en algemene structuur; volgens Van Jole is de Huffington Post progressief.
Joop.nl kende in eerste instantie een redactie van vier personen, bestaande uit: Francisco van Jole, Maarten van den Heuvel, Samira Ahli en Jeroen Mirck. Deze laatste besloot in juni 2010 de redactie te verlaten in verband met nieuwe carrièremogelijkheden.
De op Joop aangeboden informatie is te verdelen in twee categorieën: geselecteerde nieuwsberichten en ingezonden stukken door 'opiniemakers'. Geregistreerde leden van Joop kunnen hier vervolgens een reactie onder plaatsen (mits deze goedgekeurd wordt door de redactie) en/of reageren op andere gebruikers.

## Financiering
De website is een onderdeel van BNNVARA, een publieke omroep die wordt gefinancierd door de overheid. De voormalige VARA en Joop.nl stelden bij de oprichting van Joop.nl dat de website wordt betaald met het geld dat de omroep ontvangt uit de ledencontributie; niet uit de overheidssubsidie.

## Kritiek

### Plagiaat
Joop.nl werd in de eerste maanden een aantal keer door onder meer HP/De Tijd verweten plagiaat en schending van het auteursrecht te plegen. Het ging hier om het deels of volledig overnemen van nieuwsartikelen uit NRC Handelsblad.

### Reacties geplaatst na moderatie
De reacties van gebruikers worden door de redactie gemodereerd. Dat wil zeggen dat reacties niet onmiddellijk worden geplaatst, maar pas nadat de moderatoren van Joop de reacties hebben goedgekeurd. In een reactie op de kritiek van sommigen dat dit censuur zou zijn, liet Francisco van Jole weten dat hij het goedkeuren van reacties nodig acht om ongewenste elementen buiten te houden, en dat de verhouding tussen geweigerde en doorgelaten berichten ongeveer 1 op de 10 is. Dit is niet door derden te controleren.

### Wilders-cartoon
Op 11 februari 2011 werd op Joop.nl een cartoon door Adriaan Soeterbroek gepubliceerd waarin PVV-leider Geert Wilders werd vergeleken met een Duitse kampbeul en het PVV-voorstel rondom 'tuigdorpen' (afgezonderde wooneenheden voor probleemgezinnen of personen) met concentratiekampen en de Holocaust.
Wilders sprak zijn afkeuring uit over de cartoon en weigerde nog langer aan VARA-programma's deel te nemen zolang de cartoon zich op de Joop-site bevond. Dit was voor de VARA geen reden om de cartoon te verwijderen. Meerdere medewerkers van de VARA ontvingen bedreigingen. De VARA deed aangifte bij de politie van deze bedreigingen. VARA-medewerker Paul Witteman noemde de cartoon een "stompzinnige tekening" en Paul de Leeuw, die de cartoon "walgelijk" en "afschuwelijk" noemde, sprak in zijn programma de MaDiWoDoVrijdagshow over de bedreigingen aan zijn adres en dat van ander VARA-personeel. Hij zong een lied met een nep-bodyguard op het podium, in het lied drong hij aan op het ontslag van Van Jole en Soeterbroek.
Op 24 februari, 13 dagen na plaatsing, besloot het bestuur van de VARA de prent van de website te verwijderen, gezien de ernstige bedreigingen die het VARA-personeel had ontvangen.

## Cartoonisten
Enkele bekende cartoonisten die op Joop hebben gepubliceerd:
- Benjamin Kikkert
- Tjeerd Royaards
- Arend van Dam
- Kees Willemen
- Siegfried Woldhek

## Opiniemakers
Verschillende opiniemakers schrijven voor Joop, onder hen ook enkele politici. Enkele bekende namen:
- Jerry Afriyie
- Özcan Akyol
- Karin Amatmoekrim
- Khadija Arib
- Amma Asante
- Lodewijk Asscher
- Farid Azarkan
- Bram Bakker
- Thierry Baudet
- Abdelkader Benali
- Mohammed Benzakour
- Sunny Bergman
- Stella Bergsma
- Ger Beukenkamp
- Marion Bloem
- Harry van Bommel
- Marco Borsato
- Kauthar Bouchallikht
- Désanne van Brederode
- Asha ten Broeke
- Jet Bussemaker
- Sinan Can
- Sinan Çankaya
- Paul Cliteur
- Karwan Fatah-Black
- Clarice Gargard
- Quinsy Gario
- Nilüfer Gündoğan
- Han van der Horst
- Murat Isik
- Francisco van Jole
- Hester Macrander
- Samira Rafaela
- Naema Tahir
- Frans de Waal
- Jan Jaap van der Wal
- Nilgun Yerli